# Cornell University, New York 1973
Cornell University, New York 1973 è un album live della Mahavishnu Orchestra pubblicato nel 2024 dalla casa discografica Equinox che si è occupata di rimasterizzarlo e rilasciarlo su supporto CD. L'album è la registrazione della serata dal vivo tenutasi il 23 Febbraio 1973 alla Università Cornell, trasmessa dall'emittente radio WKRNL-FM. Il live è caratterizzato da estese fasi di improvvisazione e una maggiore diversificazione del repertorio portato sul palco.

## Tracce

### Disco 1[3]
Musiche di Mahavishnu Orchestra.
1. Birds of Fire – 9:52
2. Miles Beyond – 13:20
3. You Know, You Know – 15:35
4. Dream – 8:54
5. One Word – 22:11

Durata totale: 69:52

### Disco 2[3]
Musiche di Mahavishnu Orchestra.
1. The Dance Of The Maya – 10:59
2. Sanctuary – 20:38
3. A Lotus On Irish Streams – 5:32
4. Vital Transformation – 11:02

Durata totale: 48:11

## Formazione
- John McLaughlin - Chitarra
- Jan Hammer - Pianoforte, Tastiera elettronica
- Jerry Goodman - Violino
- Rick Laird - Basso elettrico
- Billy Cobham - Batteria (strumento musicale)